# Droga krajowa nr 127 (Kostaryka)
Droga krajowa nr 127 (hiszp. Ruta Nacional Secundaria 127/Ruta 127) – jedna z dróg krajowych w Kostaryce. Znajduje się ona w prowincji Heredia.

## Opis
W prowincji Heredia droga krajowa nr 127 przebiega przez kanton Santa Bárbara (przez dystrykty Santa Bárbara de Heredia i Purabá).